# سكوت كو
سكوت كو هو لاعب كرة القدم الكندية كندي، ولد في 16 مارس 1980 في وينيبيغ في كندا.